# Девятни
Девятни́ (бел. Дзевятні́, пол. Dziewiętnia) — деревня в Сморгонском районе Гродненской области Белоруссии.
Входит в состав Жодишковского сельсовета.
Расположена в северной части района. Расстояние до районного центра Сморгонь по автодороге — около 15 км, до центра сельсовета агрогородка Жодишки по прямой — чуть более 4 км. Ближайшие населённые пункты — Гаравишки, Новая Рудня, Пильцы.
Согласно переписи население деревни в 1999 году насчитывало 820 человек.
К западу от Девятней располагается территория ландшафтно-ботанического заказника «Голубые озёра».
Автодорогой местного значения Н7958 деревня связана с автодорогой Сморгонь — Девятни — Жодишки. Также из деревни начинаются автодороги местного значения:
- Н7394 Девятни — войсковая часть
- Н7949 Девятни — Чёрный Бор — Смолярня — Подзелёная